# Chepesz

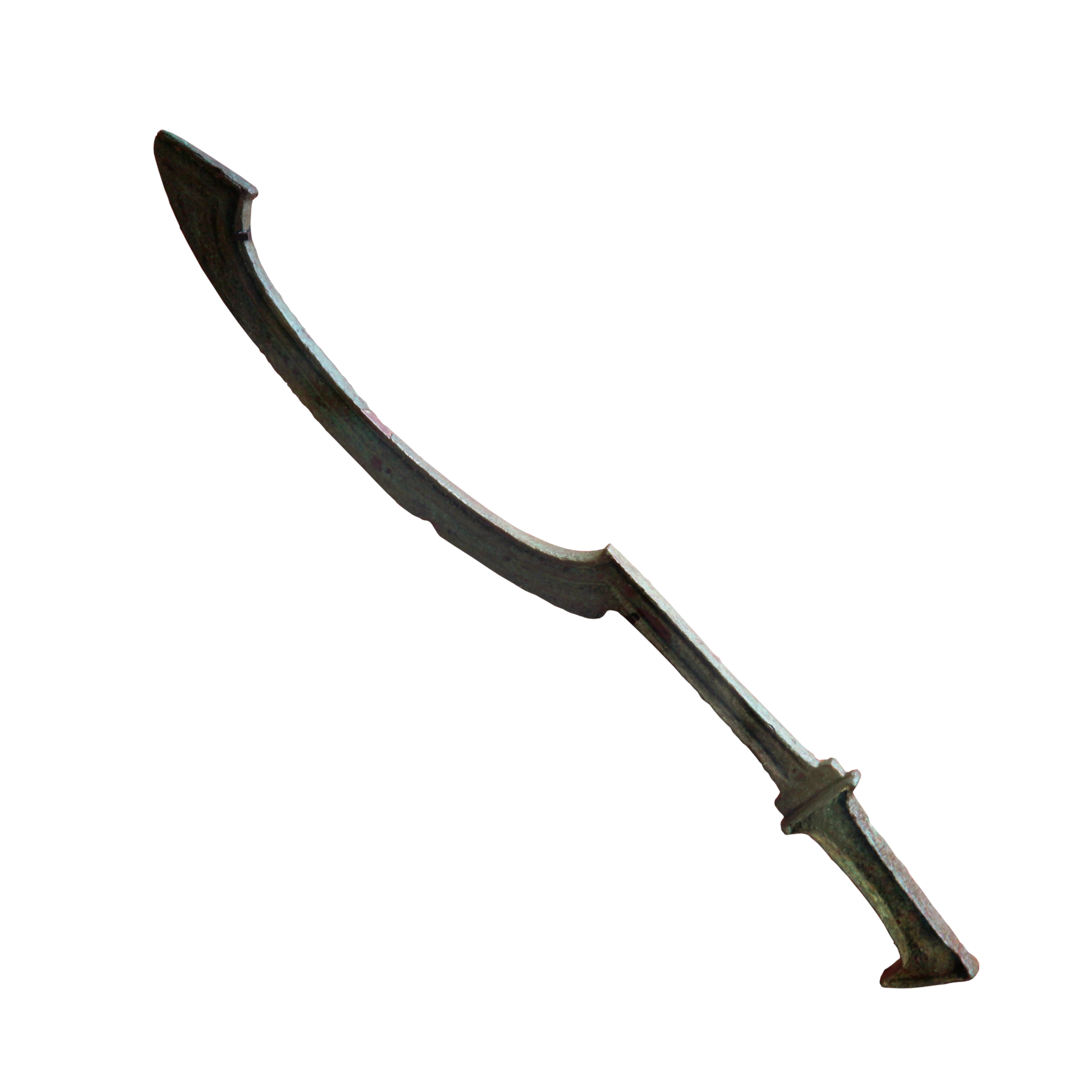
Chepesz (1279-1213 r. p. n. e.)

Chepesz (chopesz) (staroegip. ḫpš) – rodzaj starożytnej broni białej o sierpowatej głowni. Używany na Bliskim Wschodzie od III tysiąclecia p.n.e. do ok. 1300 p.n.e., znany przede wszystkim z Egiptu. W tamtejszej ikonografii występuje również jako insygnium bóstw i symboliczna broń faraonów.

## Opis
Typowy okaz broni (z kilkunastocentymetrową rękojeścią) miał 50-60 cm długości, spotykane są jednak i mniejsze egzemplarze. Ostre tylko zakończenie głowni (sztych) oraz jej część zewnętrzna. Tępa krawędź końcowa głowni służyła skutecznie jako pałka, a także jako hak. Rękojeść oddzielona od głowni niewielkim pogrubieniem tworzącym zastawę chroniącą bezpośrednio dłoń przed ciosem. Uchwyt prosty z rozszerzoną lub wygiętą dla wzmocnienia chwytu głowicą.
Początkowo wytwarzany z brązu, później z żelaza. 

## Pochodzenie

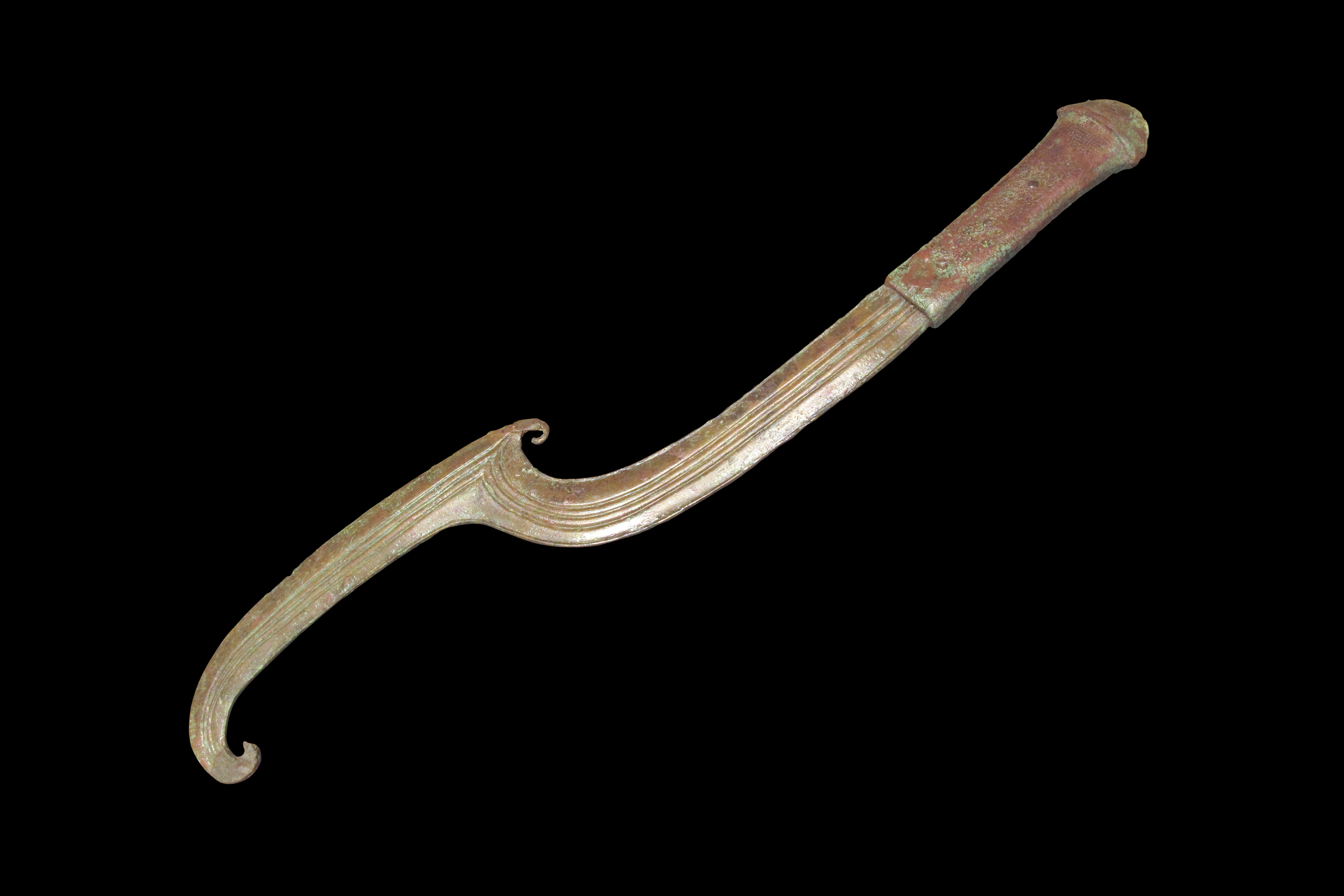
Chepesz (ok. 2000 r. p. n. e.)

Udowodniono, że broń ta ma długą azjatycką tradycję. Przypuszcza się, że wytworzona została z form bliskowschodnich toporów bojowych typu epsilon. Znana już ok. 2500 p.n.e. w Babilonii (pod nazwą gamlu), gdzie we wczesnej formie (jako miecz-sierp) uwidoczniona na Steli sępów, stanowi broń króla Eanatuma z Lagasz. Wszystkie wcześniejsze znaleziska (np. z grobów królewskich w Byblos, także grób w Sychem oraz groby z okresu hyksoskiego w Tell el-Daba) świadczą o tym, że była to wyszukana broń elitarna, a nie stosowana powszechnie. 
Nad Nilem chepesz był rodzajem uzbrojenia przejętego przez Egipcjan od ludów Bliskiego Wschodu i typowego dla epoki Nowego Państwa; miał go wprowadzić Totmes III. Egipska nazwa pochodzi od skojarzenia z kształtem nogi zwierzęcej (wołu), zwanej ḫpš, określenia poświadczonego w Tekstach Sarkofagów z Pierwszego Okresu Przejściowego. Pierwszy raz jako broń wymieniony w źródłach w czasach XVII dynastii jako broń faraona Kamose. Uważa się, że wyrobu tej broni Egipcjanie nauczyli się od Kananejczyków lub przejęli ją wprost od najeźdźczych Hyksosów wraz z innymi nowościami militarnymi.

## Zastosowanie

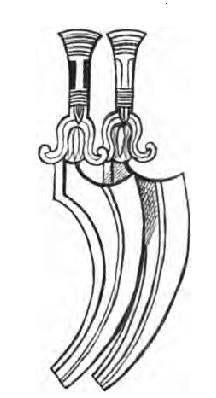
Typowy chepesz egipskiej piechoty

W czasach Nowego Państwa wraz z włócznią i tarczą był bronią egipskiej piechoty, w której wraz z toporem zastąpił maczugę, nieużyteczną wobec chronionego pancerzem przeciwnika. Pod względem technicznym wyróżniał się znaczną przebijalnością. Jego ciężar (ok. 2 kg) oraz wyjątkowy kształt pozwalał wojownikowi na różnicowanie sposobu atakowania w rozmaitych warunkach. Chopesz wyszedł z użycia ok. 1300 p.n.e. lub nieco później, gdyż Egipcjanie stosowali go jeszcze w trakcie walk z Ludami Morza. Posługiwały się nim także nawet pustynne plemiona nomadów zwanych Szasu (Beduini) w czasach XIX dynastii. 
Stanowił też jedno z insygniów najważniejszych bóstw egipskich (np. Atuma, Amona) oraz symbolizował magiczną broń faraona wyobrażaną w sztuce jako oznakę zwycięstwa nad wrogami. W tej roli występuje też  w egipskiej mitologii oraz w astronomii – jako znak gwiazdy Chepesz w gwiazdozbiorze Wielkiej Niedźwiedzicy, łączonej z gwiezdnym bóstwem Mesechtiu.